# Nipam Patel
Nipam Hansraj Patel (* 28. Februar 1962) ist ein US-amerikanischer Entwicklungsbiologe und Meeresbiologe.

## Leben
Patel wuchs in El Paso (Texas) auf, war seit seiner Jugend an Schmetterlingen interessiert und studierte Biologie an der Princeton University mit dem Bachelor-Abschluss 1984 und wurde 1989 mit der Dissertation Evolution of Drosophila segmentation genes and their function during neurogenesis unter der Leitung von Corey S. Goodman an der Stanford University zum Ph.D. promoviert. Als Post-Doktorand war er 1990 an der University of California, Berkeley (bei Goodman), und an der Australian National University (1991). Ab 1991 war er in der Abteilung Embryologie der Carnegie Institution in Baltimore und 1995 wurde er Professor an der University of Chicago. Von 2003 bis 2018 war er Professor an der University of California, Berkeley, und war gleichzeitig von 1995 bis 2010 Forscher des Howard Hughes Medical Institute. Er hatte in Berkeley den Schubert Lehrstuhl und den William V. Powell Lehrstuhl, ist Ko-Leiter der Abteilung Molekular- und Zellbiologie und in der Abteilung integrative Biologie. Außerdem war er Kurator am Essig Museum of Entomology in Berkeley und besitzt selbst eine umfangreiche Schmetterlingssammlung. 2018 wurde er Direktor des Marine Biological Laboratory (MBL) in Woods Hole, wo er schon von 2007 bis 2011 Ko-Direktor des Embryologie-Kurses war, die er dort seit 2001 hielt.
Er ist Adjunct Professor am National Institute of Genetics in Shizuoka. Von 1996 bis 1998 war er Ko-Direktor des Cold Spring Harbour Kurses über Neurobiologie von Drosophila.
Er befasst sich mit Evolution des Körperplans und der Segmentation, insbesondere von Arthropoden (Evo-Devo), Regeneration der Keimlinie (zum Beispiel bei der Fähigkeit von Krebsen, bei Verlust neue Glieder in relativ kurzer Zeit auszubilden) und genetische Grundlagen der Färbungsstrukturen z. B. bei Schmetterlingen, die ihre Farbe besonders im Blauen und Grünen durch Beugung an Nanostrukturen erzielen statt durch Pigmente (strukturierte Färbung). Dafür benutzt er die CRISPR/Cas-Methode. Patel forschte auch zur Transparenz von Schmetterlingsflügeln (mit einer speziellen Beschichtung, die Reflexion verhindert). Er entwickelte neue Modellorganismen (den marinen Krebs Parhyale hawaiensis) für die Entwicklungsbiologie und wandte fortgeschrittene Bildgebungsverfahren zur Erforschung der Dynamik von Organismen an.
Er ist Fellow der American Association for the Advancement of Science. Von 2009 bis 2018 war er Herausgeber von Development. 2021 erhielt er die Alexander-Kowalewski-Medaille, 2024 wurde Patel zum Mitglied der National Academy of Sciences gewählt.